# Loi spéciale de remboursements par les collaborateurs pro-japonais
La loi spéciale de remboursement par les collaborateurs coréens pro-japonais est une loi sud-coréenne votée par le Gukhoe, le parlement de la Corée du Sud le 8 décembre 2005 et décrétée le 29 décembre 2005. Cette loi a permis au gouvernement coréen d'être « remboursé » par l'acquisition et la nationalisation des terres et des biens que possédaient les descendants des collaborateurs coréens chinilpa qui avaient soutenu les Japonais pendant la colonisation de la Corée.

## Contexte
Bien que le peuple coréen ait particulièrement souffert de la domination japonaise et souhaité son indépendance, les collaborateurs n'ont pas été inquiétés dans le sud de la péninsule à la libération en 1945 car l'administration militaire américaine chargée de la transition s'est appuyée sur eux pour assoir son pouvoir. Plus tard, après le départ du président Syngman Rhee, l'arrivée au pouvoir du général Park Chung-hee (1961-1979), un ancien officier de l'armée japonaise, ne permet pas non plus de traiter ce sujet.
Ce n'est donc qu'après la démocratisation et l'arrivée de la gauche au pouvoir avec la présidence de Roh Moo-hyun (2003-2008) que le gouvernement s'intéresse de manière officielle aux activités des collaborateurs pendant la colonisation japonaise, plus de 60 ans après les faits. Il faut toutefois noter qu'une brève tentative avait déjà été faite en 1948 au moment de la proclamation de l'indépendance du pays. 

## Application
La mise en œuvre de cette loi a été basée sur la création d'une commission d'enquête sur les biens fonciers des collaborateurs pro-japonais présidée par Kim Chang-kuk. Active pendant quatre ans de 2006 à 2010, elle a identifié 168 propriétaires et a permis de récupérer 11 km² de terrains d'une valeur de 210 milliards de wons (137 millions d'euros) à leurs descendants. Le résultat de ses investigations a été publié en 2010 dans une version coréenne en 5 volumes. Une version plus synthétique a également été publiée en anglais et en japonais.
Parmi les personnes visées par cette commission se trouvent Lee Wan-yong (1858-1926), un ministre du royaume de Joseon, les autres traitres du traité d'Eulsa, Lee Doo-hang, un des gouverneurs du Jeolla du Nord et Lee Jae-gon, une personnalité liée à la signature du traité de 1907 ainsi que des hommes d'affaires et des chefs de la police coupables d'exactions,.
Nonobstant, il semble que la Présidente Park Geun-hye dispose d'un privilège spécial l'immunisant à cette loi, en dépit du fait que son père était un officier distingué dans l'Armée Impériale Japonaise et "partenaire" de confiance du colonisateur, une relation dont sa famille et la Corée ont profité.

## Autres commissions
Dans ce contexte, le traitement de la période coloniale est actuellement le cadre de débats dans la société sud-coréenne. En novembre 2009, deux commissions d'enquête, l'une gouvernementale (la commission présidentielle d'enquête sur la collaboration en faveur de l’impérialisme japonais) et l'autre privée (l'institut de recherche sur les activités des collaborateurs), ont rendu leur rapport sur l'activité des collaborateurs. Toutefois, celles-ci ne sont pas habilitées à donner des sanctions mais peuvent ruiner la réputation d'une personnalité ou la carrière de leurs descendants dans une société où le ressentiment envers les Japonais est encore très fort. Cependant, plusieurs milliers de personnes ont ainsi été déclarées traîtres à la nation, ce qui a entraîné parfois des poursuites judiciaires contre leur famille. Ainsi, Bang Eung-mo, un ancien président du journal Chosun Ilbo et Kim Sung-soo (1891-1955), le fondateur du journal Dong-A Ilbo a été reconnu coupable d'avoir collaboré activement.